# Copa de cráneo

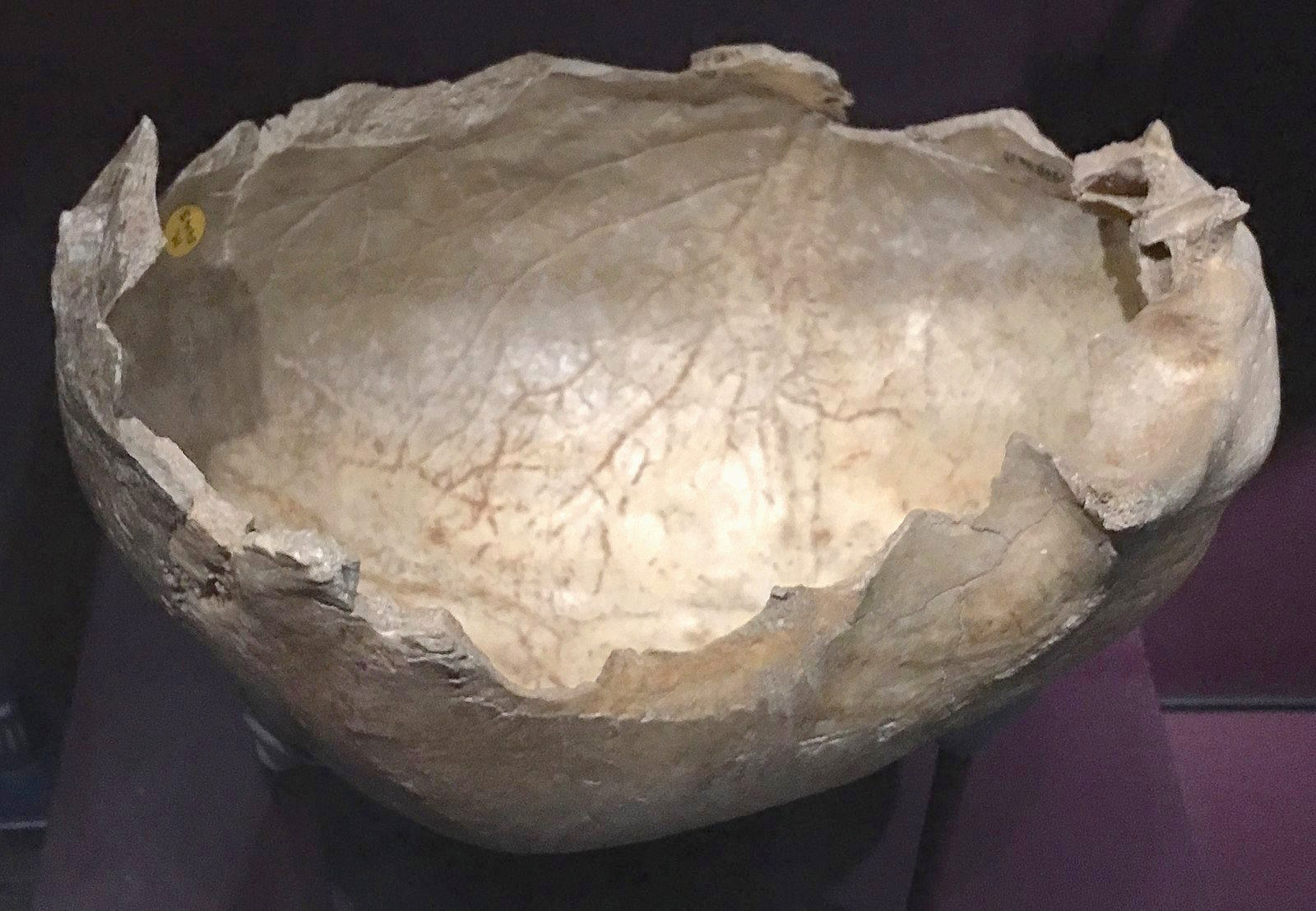
Copa de cráneo hallada en la cueva de Gough en Sommerset, Reino Unido

Copa de cráneo es un copa para beber hecha con un cráneo humano. El uso del cráneo de un enemigo vencido como copa para beber ha sido registrado por numerosos autores a través de la historia de diversos pueblos, especialmente entre los nómadas de las estepas de Eurasia.
La copa de cráneo es parte de un ritual usado en el budismo tántrico hindú y tibetano conocido como Kapala, y a menudo se ve que son llevadas por las deidades en imágenes; la identidad del dueño del cráneo no se considera significativa. Aún se conservan muchos Kapalas ricamente tallados, la mayoría procedentes del Tíbet.

## Copas de cráneo prehistóricas
En la cueva de Gough (Reino Unido) en 1987 se encontraron restos de cráneos que mostraban marcas de canibalismo y de utilización de los mismos como copas de cráneo. Se han datado en 14 700 años antes del presente, lo que las convierte en las más antiguas encontradas.

## Registros en la Historia

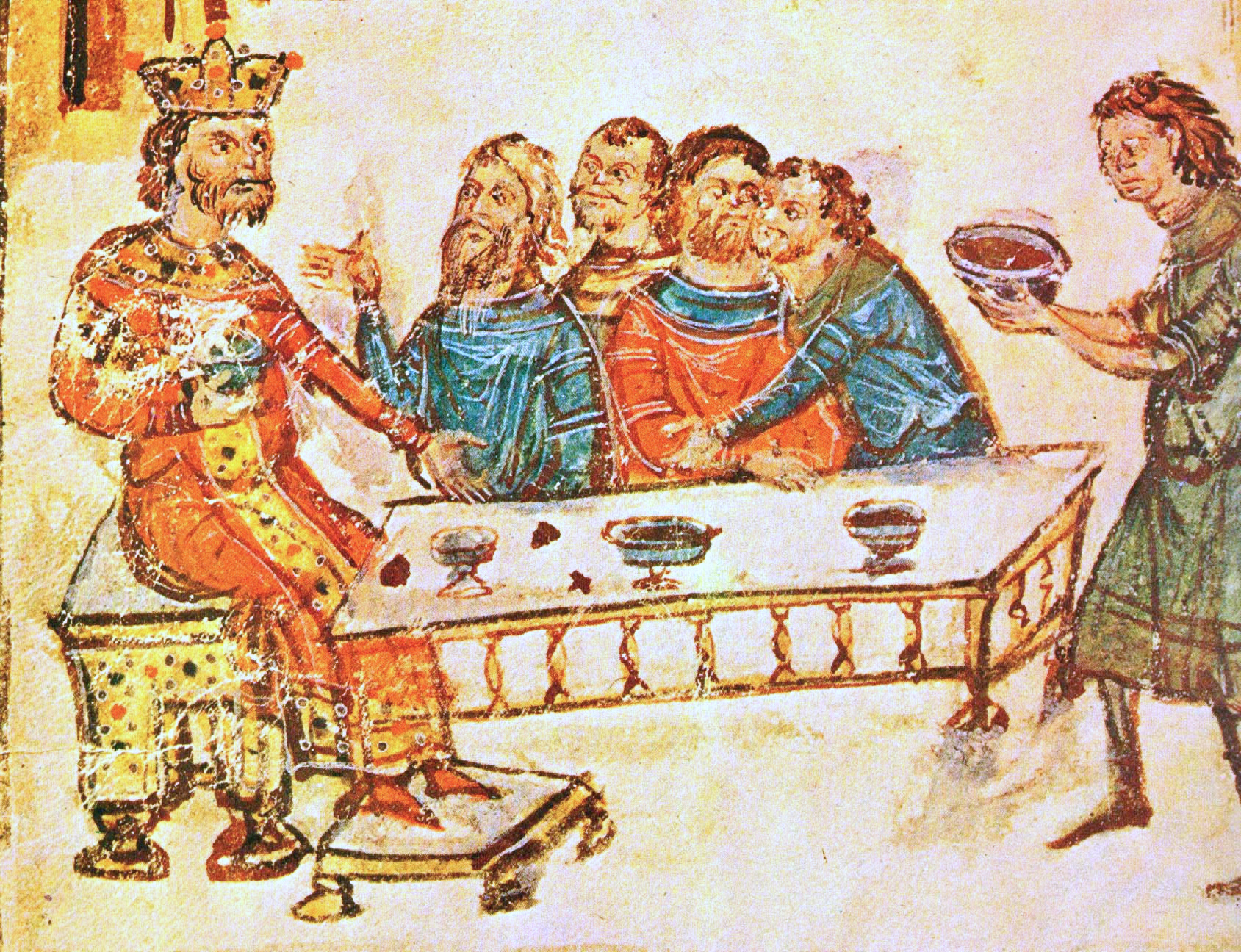
Krum festejando tras la victoria sobre el emperador Nicéforo, miniatura de la traducción búlgara de la Crónica de Manasés,.

Heródoto (c. 484 a. C.- c. 425 a. C.) y posteriormente Estrabón (63/64 a. C. - c. 24 d. C.) citan que los escitas bebían de los cráneos de sus enemigos. 
Tito Livio registra que el cráneo del cónsul Lucio Postumio Albino fue revestido de oro y se utilizó como recipiente para servir bebidas por los boyos, una tribu celta de Europa en el 215 a. C.
Teófanes el Confesor, Juan Zonaras, el cronista Manasés y otros escritores describen que Krum de Bulgaria mandó hacer una copa enjoyada de la calavera del emperador bizantino Nicéforo I (811), después de matarlo en la batalla de Pliska.
Según la crónica Relato de los años pasados, el kan de los pechenegos Kurya había hecho una copa del cráneo de Sviatoslav I de Kiev, lo que era una señal de respeto entre las culturas nómadas de Eurasia; según estas fuentes Kurya y su esposa bebieron del cráneo y oraron por un guerrero tan valiente como lo fue el difunto señor de la guerra de la Rus de Kiev.
El registro más antiguo en los anales chinos sobre la tradición de las copas de cráneo, procede de los antiguos escritos xiongnu, que explican que el hijo de Modun, Laoshang, mató al rey de los yuezhi, y de acuerdo con su tradición, "hizo una copa para beber de su cráneo" (Shiji 123, c 161 a. C.). Según el Libro de Han Posterior (que forma parte del Libro de Han, una de las Veinticuatro Historias) la copa para beber a partir de la calavera del rey de los yuezhi se utilizó cuando los xiongnu firmaron un tratado con dos embajadores Han durante el reinado del emperador Yuan (49-33 a. C.). Para sellar el convenio, los embajadores chinos bebieron la sangre de la copa con los jefes xiongnu.
Según Pablo el Diácono, el lombardo Alboino derrotó a sus enemigos, los gépidos, matando a su nuevo rey Cunimundo, y llevándose cautiva a su hija Rosamunda para hacerla su esposa, luego de lo cual convirtió el cráneo de Cunimundo en una copa para beber.
Después de que Muhammad Shaybani, el fundador del Imperio Shaybanida de Uzbekistán, muriese durante una batalla, el Shah safávida Ismail I envió las partes de su cuerpo a diversas zonas del imperio para su exhibición, e hizo que su cráneo fuera cubierto de oro y convertido en una copa incrustada de piedras preciosas (1510).